# تیبریو آنکورا
تیبریو آنکورا (انگلیسی: Tiberio Ancora؛ زادهٔ ۳۰ اکتبر ۱۹۶۵) بازیکن فوتبال است.